# Gonimbrasia annulata
Gonimbrasia annulata är en fjärilsart som beskrevs av Eugène Louis Bouvier 1936. Gonimbrasia annulata ingår i släktet Gonimbrasia och familjen påfågelsspinnare. Inga underarter finns listade i Catalogue of Life.